# 1913 en bande dessinée
| Années de la bande dessinée : 1910 - 1911 - 1912 - 1913 - 1914 - 1915 - 1916    |
| Décennies de la bande dessinée : 1880 - 1890 - 1900 - 1910 - 1920 - 1930 - 1940 |

Cet article présente les faits marquants de l'année 1913 en bande dessinée.

## Évènements

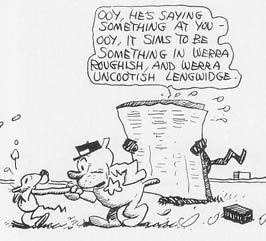
Krazy Kat commentant ses propres aventures (22 avril 1922)

- Création du Newspaper Feature Service, qui deviendra le King Features Syndicate.
- Publication de Krazy Kat, par George Herriman.
- 12 janvier : Première publication par le Newspaper Feature Service des aventures de La Famille Illico, bande dessinée de George McManus qui deviendra un classique du comic-strip américain.
- Le journal québécois La Patrie publie une nouvelle série animalière, À l'hôtel du Père Noé, réalisée par Raoul Barré.

## Nouveaux albums
Voir aussi : Albums de bande dessinée sortis en 1913

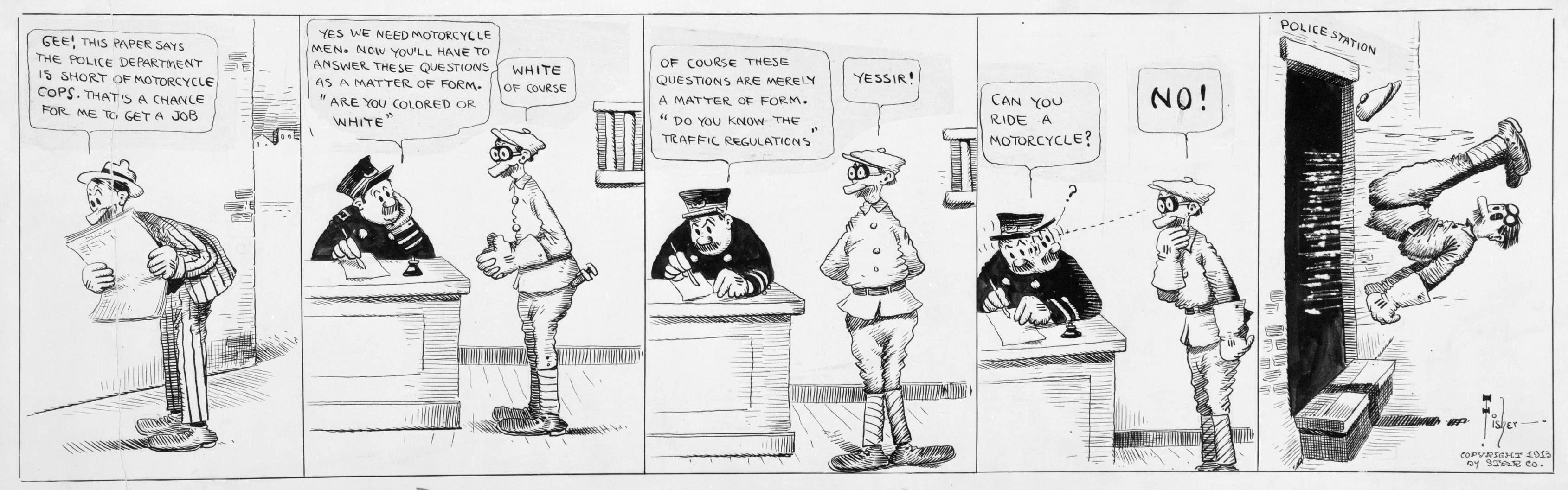
Mutt and Jeff par Bud Fisher, 1913

| Sortie | Titre       | Scénariste | Dessinateur | Coloriste | Éditeur |
| ------ | ----------- | ---------- | ----------- | --------- | ------- |
| ?      | à compléter |            |             |           |         |
| ?      | …           |            |             |           |         |

## Naissances
- 13 février : Carlos Clemen, auteur argentin de bande dessinée
- 15 février : Willy Vandersteen, scénariste et dessinateur belge.
- 4 mai : John Broome, scénariste de comics
- 3 juin : Tom Gill, dessinateur de comics
- 25 août : Walt Kelly
- 11 octobre : Joe Simon
- 13 novembre : Harry Lucey, auteur de comics